# Raionul Crasna, județul Oceacov
Raionul Crasna a fost unul din cele patru raioane ale județului Oceacov din Guvernământul Transnistriei între 1941 și 1944.

## Localități
- Krasne